# SMS Donau (1856)
La SMS Donau è stata una fregata a propulsione velica della k.u.k. Kriegsmarine in servizio tra il 1857 e il 1872, e che partecipò alla battaglia di Lissa del 1866 durante la terza guerra d'indipendenza italiana.

## Storia
La costruzione della fregata lignea SMS Donau, fu ordinata presso il Cantiere San Marco, dei fratelli Tonello di Trieste nel 1853, e l'unità fu impostata nel 1855 presso lo "Squero Cadetti", venendo varata il 20 novembre 1856 alla presenza dell'Arciduca Massimiliano d'Asburgo. Completata nel 1857, entrò in servizio effettivo nella k.u.k. Kriegsmarine, e fu sottoposta a lavori di modernizzazione tra il 1863 e il 1864 venendo dotata di un armamento basato su 6 cannoni Paixhans da 60 libbre, 40 cannoni da 24 libbre a canna liscia e 4 cannoni da 24 libbre a canna rigata a retrocarica.
Nel 1866, dopo lo scoppio della terza guerra d'indipendenza italiana, fu assegnata alla Seconda Divisione, allora comandata dal commodoro Anton von Petz, della Squadra navale del contrammiraglio Wilhelm von Tegetthoff.  Al comando della fregata Donau vi era il Fregattenkapitän Maximilian von Pittner.  Essa prese parte alla battaglia di Lissa, terminata con la vittoria austro-ungarica, registrando la perdita di un solo membro dell'equipaggio, il Marsgast August Arnold. Tra il 1868 e il 1871, sempre al comando del Fregattenkapitän Maximilian von Pitner, effettuò un viaggio di istruzione di tipo formativo e diplomatico in Giappone, in squadra con la corvetta S.M. Erzherzog Friedrich impegnata in una analoga missione in Estremo Oriente. Effettuò la sua ultima crociera in Mediterraneo, tra il 30 giugno e il 15 settembre 1872, con gli allievi dell'Accademia navale, e poi fu essa in disarmo e successivamente demolita.

### Annotazioni
1. ↑  In tedesco per i nomi delle navi, "SMS" significa Seiner Majestät Schiff ("Nave di Sua Maestà").
2. ↑  A bordo si registrarono anche due feriti gravi, il Marsgast Alexander Wuensche e il Matrose 2. Klasse (marinaio di seconda classe) Joseph Filippo.

### Fonti
1. 1 2 3 4  kuk Kriegsmarine.
2. 1 2 3 4 5  Gogg 1974, p. 46.